# HD 106252 b
HD 106252 b는 처녀자리 방향으로 지구로부터 약 122 광년 떨어져 있는 외계 행성이다. 항성으로부터 2.60 AU 떨어져 있으며 공전주기는 4.15년이다. 최소 질량은 목성의 약 7배로 추정되며 궤도경사각이 알려지지 않았으므로 이 값은 더 커질 가능성이 있다.

## 발견
2002년 6월 13일 데브라 피셔 연구진이 도플러 분광법으로 항성 HD 106252 주변에서 발견했다. 행성이 항성 주위를 돌면서 중력적 으로 영향을 끼치는 것을 이용했다.

## 참고 문헌
- (영어) Fischer;  외. (2002). “Planetary Companions to HD 136118, HD 50554, and HD 106252”. 《Publications of the Astronomical Society of the Pacific》 114: 529 – 535. doi:10.1086/341677. 2013년 10월 27일에 원본 문서에서 보존된 문서. 2009년 6월 21일에 확인함.
- (영어) Butler;  외. (2006). “Catalog of Nearby Exoplanets”. 《The Astrophysical Journal》 646 (1): 505–522. doi:10.1086/504701. 2019년 12월 7일에 원본 문서에서 보존된 문서. 2009년 6월 21일에 확인함.